# ترودا گروسلیشتووا
ترودا گروسلیشتووا (چکی: Truda Grosslichtová؛ ‏ ۲۳ فوریهٔ ۱۹۱۲ – ۸ ژوئن ۱۹۹۵) بازیگر اهل جمهوری چک بود.
از فیلم‌ها یا برنامه‌های تلویزیونی که وی در آن نقش داشته‌است، می‌توان به بازرس اشاره کرد.